# لي جونغ-تشان
لي جونغ-تشان (هانغل: 이종찬) هو لاعب كرة قدم كوري جنوبي في مركز الدفاع، ولد في 26 مايو 1987 في إنتشون في كوريا الجنوبية. لعب مع جيجو يونايتد.

## وصلات خارجية
- لي جونغ-تشان على موقع دوري كوريا الجنوبية (الإنجليزية)
- لي جونغ-تشان على موقع قاعدة بيانات كرة القدم.إي يو (الإنجليزية)
- لي جونغ-تشان على موقع Soccerway.com (الإنجليزية)